# طباعة التلامس الميكروي

شكل 1: يتم صنع نسخة PDMS الأصلية عن طريق زخرفة السيليكون وسكب ومعالجة PDMS وتقشيره بعيدا عن الركيزة.

شكل 2: يتم صب الثيول فوق الختم وتركه ليجف. يتم تحقيق التواصل الامتثالي مع الركيزة ليتخلف النمط بعد هذه العملية.

طباعة التلامس الميكروي (بالإنجليزية: Micro contact printing) (أوما يعرف بـ μCP) هي شكل من أشكال الليثوغرافيا (الطباعة الحجرية) اللينة التي تستخدم أنماط التفريج على كتلة من الپوليديميثيل سيلوكسان الرئيسية لتكوين أنماط من الحبر في طبقة أحادية مجمعة ذاتيا (SAMs) فوق سطح ركيزة عبر استخدام الاتصال الامتثالي. للطباعة باستخدام طريقة التلامس الميكروي تطبيقات عدة تتراوح بين الإلكترونيات الدقيقة وعلم السطوح إضافة إلى علم الأحياء الخلوي.

## خلفية تاريخية
لطالما كانت كل من الطباعة الحجرية وطباعة الأختام موجودتين منذ قرون غير أن دمج الطريقتين قد أضاف الكثير إلى طريقة طباعة التلامس الميكروي. كان جورج وايتسايدس وأميت كومار من جامعة هارفارد أول من قدم هذه الطريقة وقد تم استكشاف العديد من طرق الطباعة الحجرية اللينة منذ ذلك الوقت.

## الطريقة المتبعة للحصول على طباعة التلامس

### تحضير النسخة الرئيسية
تتم صناعة القالب أو ما يسمى بالنسخة الرئيسية باستخدام تقنيات الطباعة الضوئية التقليدية. يتم إنشاء النسخة الرئيسية على السيليكون إلا أنه يمكن إنشاؤها على أي سطح صلب بنموذج معين. يتم تطبيق مقاوم الضوء على السطح وزخرفة المقاوم باستخدام القناع الضوئي والأشعة فوق البنفسجية. يتم بعد ذلك خبز النسخة الرئيسية وتطويرها وتنظيفها قبل الاستخدام. في حالات المعالجة المثالية عادة ما يتم حفظ مقاوم الضوء في الرقاقة لاستخدامها كقالب طبوغرافي في الختم. بالإمكان حفر مناطق السيليكون غير المحمية وتجريد مقاوم الضوء وهو الأمر الذي سيخلف رقاقة نموذج صالحة لإنشاء الختم ومع أن هذه الطريقة أكثر تعقيدا إلا أنها تخلق قالبا أكثر ثباتا.

### إنشاء ختم الپوليديميثيل سيلوكسان
بعد انتهاء عملية التصنيع يتم وضع النسخة الرئيسية في حاوية ذات جدران وعادة ما تكون هذه الحاوية عبارة عن علبة بتري ويتم سكب الختم فوق النسخة الرئيسية.
تكون نسبة ختم الپوليديميثيل سيلوكسان (ويعرف اختصارا بـ PDMS) في معظم التطبيقات هي 10:1من وحدة السيلكون المرنة بالإضافة إلى عامل تقسية وحدة السيليكون المرنة. يتكون هذا المزيج من رابط هايدروسيلان قصير يحوي محفزا مصنوعا من مركب البلاتين. بعد السكب؛ تتم معالجة PDMS عند درجات حرارة مرتفعة لصنع بوليمر صلب بخصائص مرنة، يتم خلع الختم ومن ثم تقطيعه إلى الحجم المناسب. يقوم الختم بتكرار النموذج المعاكس للنسخة الأصلية لتتطابق المناطق المرتفعة من الختم مع المناطق الممزقة من النسخة الأصلية.

### تحبير الختم
يحدث تحبير الختم عبر تطبيق محلول الثيول إما عن طريق الغمر أو تغليف الختم باستخدام Q-tip. تسمح مادة PDMS العالية التركيز والكارهة للماء للحبر بالانتشار إلى كتلة الختم مما يعني أن الثيول لا يترسب فقط على السطح ولكن في كتلة مادة الختم أيضا. ينشئ هذا الانتشار داخل الكتلة احتياطيا من الحبر يصلح للاستخدام في حالات الطباعة المتعددة ويحدث هذا عن طريق تجفيف الختم إلى أن يصل لدرجة لا يكون فيها السائل ظاهرا للعيان وهكذا يتكون احتياطي الحبر.

### تطبيق الختم على الركيزة

#### التلامس المباشر
إحدى الفوائد الرئيسية لعملية تطبيق الختم على الركيزة هو سهولتها وإمكانية إجرائها بشكل مباشر. يتم تلامس الختم فيزيائيا مع الركيزة ونقل محلول الثيول إلى الركيزة. ينقل الثيول عن طريق انتقاء المنطقة إلى السطح بناء على خاصية الختم. خلال عملية النقل تتحاذى السلاسل الكربونية للثيول مع بعضها البعض لتكون طبقة طبقة أحادية مجمعة ذاتيا (تعرف اختصارا بـ SAM) كارهة للماء.

#### التقنيات الأخرى المستخدمة في التطبيق
برغم أن طباعة الختم على الركيزة غير مستخدمة غالبا ولكن يمكن تحقيقها باستخدام ختم متدحرج على ركيزة مستوية أو ركيزة منحنية باستخدام ختم مستوٍ.

## فوائد الطباعة الميكروية
للطباعة الميكروية فوائد عدة ومنها:
- سهولة وبساطة إنشاء نماذج ذات خصائص مقياس أصغري
- يمكن إجراؤها في مختبر تقليدي بدون الحاجة إلى استخدام الغرفة النظيفة باستمرار (تلزم الغرفة النظيفة لإنشاء النسخة الأصلية فقط).
- يمكن عمل أختام عديدة من نسخة أصلية واحدة
- يمكن استخدام الأختام عدة مرات بدون خشية من حدوث أي تدهور في أدائها
- تعتبر عملية الطباعة تقنية تصنيع رخيصة تستخدم طاقة أقل من التقنيات التقليدية

## المشاكل التقنية التي تحدث أثناء طباعة التلامس الميكروي
بعد شيوع هذه التقنية برزت معوقات ومشاكل عديدة أثرت جميعها في عملية الزخرفة والاستنساخ.

### تشوه الختم

شكل 3: انهيار السقف (يسار) والتوائه (يمين) يمكن أن يحدث خلال العملية.

يجب أن يكون المرء حذرا خلال عملية التلامس المباشر وذلك لأنه من السهل أن يتشوه الختم مما يؤدي أن تختلف الصورة المطبوعة عن صورة الختم الأصلي. إن مد أو ضغط الختم أفقيا سيتسبب في حدوث تشويهات في الصورة المثارة والمطوية. كما أن تطبيق الكثير من الضغط العمودي على الختم خلال عملية الطباعة قد يتسبب في أن تتسطح ميزات تخفيف الآثار مقابل الركيزة. يمكن أن تثمر هذه التشويهات عن مزايا تحت ميكرونية بالرغم من أن الختم الأصلي ذو دقة أقل.
يمكن أن يحدث تشويه الختم خلال إزالته من النسخة الأصلية وخلال عملية تلامس الركيزة. يمكن أن يحدث التواء الختم عندما تكون النسبة الباعية له عالية كما ويمكن أن يحدث انهيار السقف في حالة كون النسبة الباعية منخفضة.

### تلوث الركيزة
من المحتمل أن تظل بعض الشظايا دون معالجة أثناء عملية المعالجة مما يؤدي إلى تلويث العملية وعند حدوث هذا الأمر فإن جودة طبقة SAM تتناقص. يزيد انتقال هذه الشوائب عندما تحتوي جزيئات الحبر مجموعات قطبية محددة.

### تقلّص/تضخّم الختم
يمكن أن يتقلص الختم خلال عملية المعالجة تاركا فرقا في الأبعاد المطلوب الحصول عليها في تنميط الركيزة.
قد يتضخم الختم أيضا وذلك لأن معظم المذيبات العضوية تنتج تضخما في ختم طبقة PDMS. للإيثانول خصوصا أثر تضخيم بسيط جدا ولكن لا يمكن استخدام مذيبات أخرى عديدة لترطيب التحبير بسبب التضخم العالي. يتسبب ذلك في حصر العملية بالأحبار عديمة الأقطاب القابلة للذوبان في الإيثانول.

### تنقل الحبر
يحدث انتشار الحبر من كتلة PDMS إلى السطح خلال تكوين طبقة SAM المزخرفة على الركيزة. يسبب تنقل الحبر هذا انتشارا جانبيا إلى مناطق غير مرغوب بها وخلال عملية النقل يمكن لهذا الانتشار أن يؤثر على النمط المرغوب تكوينه.

## الاستخدامات
لطباعة التلامس الميكروي استخدامات مختلفة تعتمد على نوع الحبر المستخدم والركائز المتتابعة. 

### المكننة الدقيقة
لطباعة التلامس الميكروي تطبيقات رائعة في المكننة الدقيقة. تتكون محاليل التحبير المستخدمة عادة في هذا التطبيق من محلول الثيول. تستخدم هذه الطريقة ركائز معدنية تتخذ من الذهب المعدن الأكثر شيوعا أساسا لها كما وتم إثبات أن الفضة والنحاس والبلاديوم يمكن أن تحل محل الذهب أيضا.
بمجرد إضافة الحبر للركيزة فإن الطبقة الأحادية المجمعة ذاتيا تعمل كطبقة مقاومة لتقنيات ترطيب النقش الشائعة بحيث تسمح بصنع زخرفة عالية الدقة. إن طبقة SAM المزخرفة هي خطوة من سلسلة خطوات لصنع بنية مجهرية معقّدة. على سبيل المثال؛ فإن تطبيق طبقة SAM على قمة الذهب والنقش ينشئ بنى مجهرية من الذهب. بعد هذه الخطوة فإن المناطق الرطبة من الذهب تعري الركيزة والتي يمكن ترطيبها أكثر باستخدام تقنيات الترطيب التقليدية متباينة الخواص، وبسبب تقنيات الطباعة بالتلامس تنتفي الحاجة إلى الطباعة الضوئية لإكمال هذه الخطوات.

### زخرفة البروتينات
ساعدت زخرفة البروتينات في تطوير المستشعرات البيولوجية وأبحاث علم الأحياء الخلوي  وهندسة النسج. أثبتت صلاحية بروتينات عديدة لاستخدامها كأحبار مناسبة لركائز متعددة باستخدام تقنية الطباعة بالتلامس الميكروي. تم وضع متعدد الليزين والجسم المضاد المناعي وإنزيمات مختلفة بنجاح على أسطح مثل الزجاج ومتعدد الستيرين والسيليكون الكاره للماء.

### زخرفة الخلايا
استخدمت طباعة التلامس الميكروي لتطوير فهم الطريقة التي تتواصل فيها الخلايا مع الركائز. ساعدت هذه التقنية في تحسين دراسة زخرفة الخلايا الأمر الذي لم يكن ممكنا بدون استخدام تقنيات زراعة الأنسجة التقليدية.

### زخرفة الحمض النووي
تم عمل تنميط ناجح للحمض النووي باستخدام هذه التقنية أيضا. يعتبر تقليص الزمن والمادة الوراثية هي المزايا الهامة باستخدام هذه التقنية. كان بالإمكان إعادة استخدام الأختام مرات عدة مما ساهم في كون هذه الطريقة أكثر تجانسا ودقة من باقي التقنيات.

## تحسينات على تقنية الطباعة
للمساعدة على تخطي المعوقات التي فرضتها التقنيات الأصلية تم تطوير عدة بدائل لها:
- الطباعة فائقة السرعة: تم تنفيذ طباعة ناجحة باللمس على ركيزة من الذهب في وقت تلامس يبلغ مداه أجزاء من الثانية. إن وقت الطباعة هذا أقصر بثلاث مرات من التقنية العادية إلا أنه استطاع نقل الزخرفة بنجاح. تمت أتمتة عملية التلامس لتحقيق هذه السرعات من خلال مشغل الكهرباء الانضغاطية. لا يحدث الانتشار السطحي للثيول في أوقات التلامس المنخفضة هذه مما يحسن تماثل النموذج بشكل كبير.[3]
- الطباعة بالغمر: تمت زيادة استقرار التقنية بشكل كبير عن طريق غمر الختم في وسط سائل. يتم تقليص مشكلة النقل التبخيري للحبر لدرجة كبيرة عن طريق طباعة الماء التحتي ذي سلسة الثيول الطويلة الكارهة للماء. تم تحقيق نسبة باعية بمقدار 15:1 خاصة بـ PDMS باستخدام هذه الطريقة وهو الأمر الذي لم يكن ممكنا في السابق.[4]
- تحبير التلامس: بعكس التحبير الرطب فإن هذه التقنية لا تتخلل كتلة PDMS بل إن جزيئات الحبر تتلامس مع المناطق الناتئة فقط من الختم الذي سيستخدم في عملية الزخرفة. يؤدي غياب الحبر في باقي أجزاء الختم إلى تقليص كمية الحبر التي يتم نقلها من خلال مرحلة التبخير مما يمكن أن يؤثر على النمط ويحدث هذا عن طريق التلامس المباشر لختم الميزة مع ركيزة PDMS مسطحة تحمل بعض الحبر على سطحها.[7]
- مواد التحبير الجديدة: بغرض ابتكار نقل منتظم للحبر يحتاج الحبر إلى أن يكون ثابتا ميكانيكيا وأن يكون قادرا كذلك على خلق اتصال امتثالي جيد. هاتان الخاصيتان متلازمتان ذلك أن الثبات العالي يحتاج معامل يونغ مرتفعا بينما يحتاج الاتصال الفاعل إلى زيادة في المرونة. استخدم ختم PDMS الرفيع المركب المتلازم مع الدعم الخلفي الصلب في عملية الزخرفة للمساعدة في حل هذه المشكلة.